# ビクター・ワニアマ
ビクター・ムガベ・ワニアマ（Victor Mugabe Wanyama, 1991年6月25日 - ）は、ケニア・ナイロビ出身のサッカー選手。ケニア代表。ポジションはMF。メジャーリーグサッカー・CFモントリオール所属。兄はマクドナルド・マリガ。

## クラブ経歴
ワニアマはトライアルを経てベルギーのベールスホットと4年契約を結ぶ。2008-09シーズンの終わりにデビューを果たす。2009年9月にアンデルレヒトのマティアス・スアレスへの危険なタックルにより100ユーロの罰金と3試合の出場停止処分を受ける。2010年夏にスコティッシュ・プレミアリーグのセルティックがワニアマの獲得に動くが、ベールスホットは拒否した。ロシア・プレミアリーグのCSKAモスクワも彼を狙っていた。2010年12月11日に行われたウェステルローとのリーグ戦で77分に同点弾を決め、ベールスホットでの初ゴールを記録した。2011年4月、コルトレイクのブレヒト・デヤーゲレに肘打ちしていたことがビデオで確認され、ワニアマは再び3試合の出場停止処分を受けた。2011年7月9日、90万ポンドでセルティックに4年契約で加入することが決定した。
2013年7月、サウサンプトンFCへ完全移籍。
2016年6月23日、サウサンプトン時代の恩師マウリシオ・ポチェッティーノ率いるトッテナム・ホットスパーFCへ移籍することが発表された。契約期間は2021年までの5年間で、移籍金は1100万ポンド。8月21日のクリスタル・パレスFC戦においてトッテナムでの初ゴールを挙げた。5月14日、ホワイト・ハート・レインでの最後のホームゲーム、マンチェスター・ユナイテッド戦では、先制点を決め、トッテナムのシーズン2位を確定させる勝利に貢献、プレミアリーグ最終節のハル・シティ戦でも2試合連続となるゴールを決めた。
2017年6月、母国ケニアの隣国のタンザニアに自らの名前を冠するヴィクター・ワニャマ通りが作られたが、手続きのミスなどがありわずか一日で命名を撤回した。
2017-18シーズンと2018-19シーズンは立場が一転し、それぞれリーグ戦の出場試合数が20試合を切った。特に2018-19シーズンは前シーズンまで控えに留まっていたムサ・シソコが台頭してきたため、居場所を失った。
2019-20シーズン開幕前にトッテナムがタンギ・エンドンベレらボランチをさらに補強したため放出要員となり、クラブ・ブルッヘが興味を示したが移籍には至らなかった。2019年9月21日のレスター・シティFC戦では守備固めのため途中交代から出場したが、逆に自らのミスから失点を喫した。
2020年3月3日、モントリオール・インパクトに3年契約で加入したことが発表された。

## 代表経歴
2007年5月に行われたナイジェリア代表との国際親善試合において15歳でフル代表デビューを果たした。ただし、この試合は国際サッカー連盟から国際Aマッチと公認されておらず、正式なキャップとしては数えられていない。ケニア代表として、2010 FIFAワールドカップ・アフリカ予選でも全6試合に出場した。

## 個人成績
| クラブ           | リーグ            | シーズン | リーグ | リーグ | カップ | カップ | リーグカップ | リーグカップ | 国際大会 | 国際大会 | 合計 | 合計 |
| クラブ           | リーグ            | シーズン | 出場   | 得点   | 出場   | 得点   | 出場         | 得点         | 出場     | 得点     | 出場 | 得点 |
| ---------------- | ----------------- | -------- | ------ | ------ | ------ | ------ | ------------ | ------------ | -------- | -------- | ---- | ---- |
| ベールスホットAC | ベルギー1部       | 2008-09  | 1      | 0      | –      | –      | –            | –            | –        | –        | 1    | 0    |
| ベールスホットAC | ベルギー1部       | 2009-10  | 20     | 0      | 1      | 0      | –            | –            | –        | –        | 21   | 0    |
| ベールスホットAC | ベルギー1部       | 2010-11  | 30     | 2      | 4      | 0      | –            | –            | –        | –        | 34   | 2    |
| セルティック     | スコットランド1部 | 2011-12  | 29     | 4      | 4      | 0      | 4            | 0            | 5        | 0        | 42   | 4    |
| セルティック     | スコットランド1部 | 2012-13  | 32     | 6      | 5      | 1      | 2            | 0            | 10       | 2        | 49   | 9    |
| サウサンプトン   | プレミア          | 2013-14  | 23     | 0      | 1      | 0      | 0            | 0            | –        | –        | 24   | 0    |
| サウサンプトン   | プレミア          | 2014-15  | 32     | 3      | 2      | 0      | 4            | 0            | –        | –        | 38   | 3    |
| サウサンプトン   | プレミア          | 2015-16  | 30     | 1      | 0      | 0      | 2            | 0            | 3        | 0        | 35   | 1    |
| トットナム       | プレミア          | 2016-17  | 36     | 4      | 3      | 0      | 1            | 0            | 7        | 1        | 47   | 5    |
| トットナム       | プレミア          | 2017-18  | 18     | 1      | 5      | 0      | 0            | 0            | 1        | 0        | 24   | 1    |
| トットナム       | プレミア          | 2018-19  | 13     | 1      | 1      | 0      | 2            | 0            | 6        | 0        | 22   | 1    |

## タイトル
クラブ
セルティックFC
- スコティッシュ・プレミアリーグ : 2011-12, 2012-13
- スコティッシュカップ : 2012-13